# Italiëmolen
De Italiëmolen was een watermolen bij de Tegelpoort in de Nederlandse stad Venlo en werd aangedreven door het water uit de Cedronsbeek. Hij werd gebruikt als korenmolen, oliemolen en pelmolen.

## Naam
De molen stond in een hoekje van de havenbuurt die de naam Italië droeg en kreeg daarom de naam Italiëmolen.

## Geschiedenis
De oudste vermelding van een volmolen op deze locatie dateert uit 1523. Mogelijk slaat een vermelding uit 1349 ook al op deze molen.
In de 18e eeuw werd de molen omgebouwd om graan te kunnen malen. In 1733 kocht Antonius Theunissen de molen van de stad en provisor van de huisarmen.
In 1762 brandde de Italiëmolen af. Jan Christiaan Verzijl kocht de grond en de rechten in 1786 en herbouwde de molen. De molen werd in de 19e eeuw gebruikt als koren-, olie- en pelmolen.
In 1867 verloor Venlo de vestingstatus. Toen daarna de vesting werd ontmanteld veranderde de waterhuishouding waardoor de molen zijn functie kwijtraakte. In 1873 werd een deel afgebroken en in 1882 werd de molen zelf stilgelegd. Het gebouw deed daarna dienst als pakhuis en werd vlak na de Tweede Wereldoorlog gesloopt. 
Benders Molen · Bovenste Molen · Distelmolen · Geërfdenmolen · Molen van Geurts · Goofersmolen · Goossensmolentje · Hellmolen · Holtmeule · Italiëmolen · Jansens Standerdmolen · Laaghuismolen · Lohofsmolen · Maagdenbergsmolen · Maalbekermolen · Molen van het Aldt Huys · De Meule · Munnikemolen · Oliemolen · Onderste Molen · Ottenmolen · Panhuismolen · Patersmolen · Peetersmolen · Picardiemolen · Polvermolen · Sint-Antoniusmolen · Spanjaertsmolen · Stadsmolen · Molen van Van der Steen · Rijstpelmolen Van Dinteren · Rosmolen Verzijl · Villegerveldsmolen · Watermeule · Watermolen Lomm · Weizemolen · Wymarse Molen